# Seneca Gardens
Seneca Gardens är en inkorporerad ort i Jefferson County i Kentucky. Vid 2020 års folkräkning hade Seneca Gardens 674 invånare.